# Костел Пресвятої Діви Марії та монастир кармелітів (Городище)
Костел Пресвятої Діви Марії та монастир ордену отців кармелітів — бароковий монастирський комплекс у Городищі на Волині. Розташований на високому березі над ставом.

## Історія

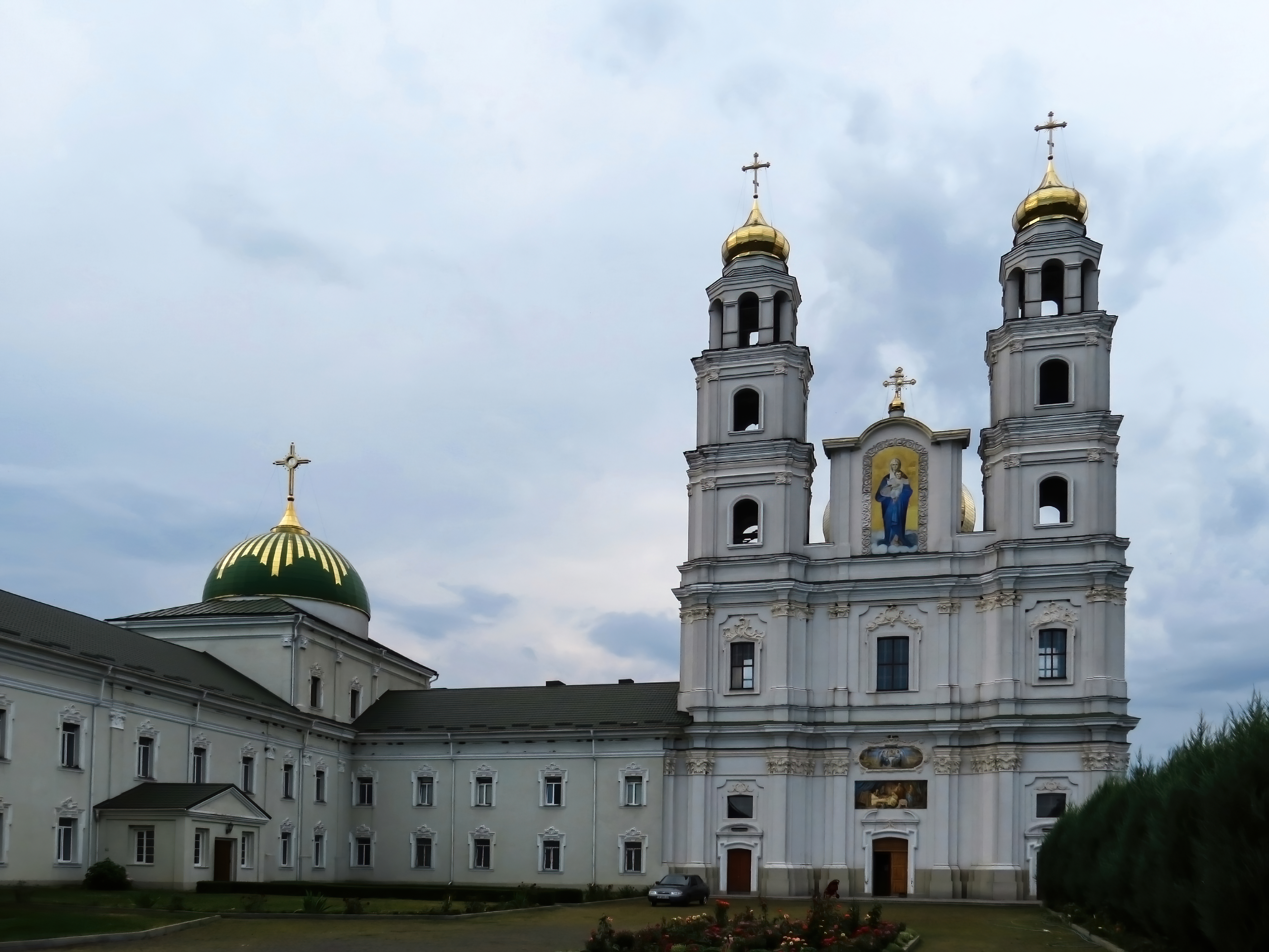
Костел Пресвятої Діви Марії. 2021 рік

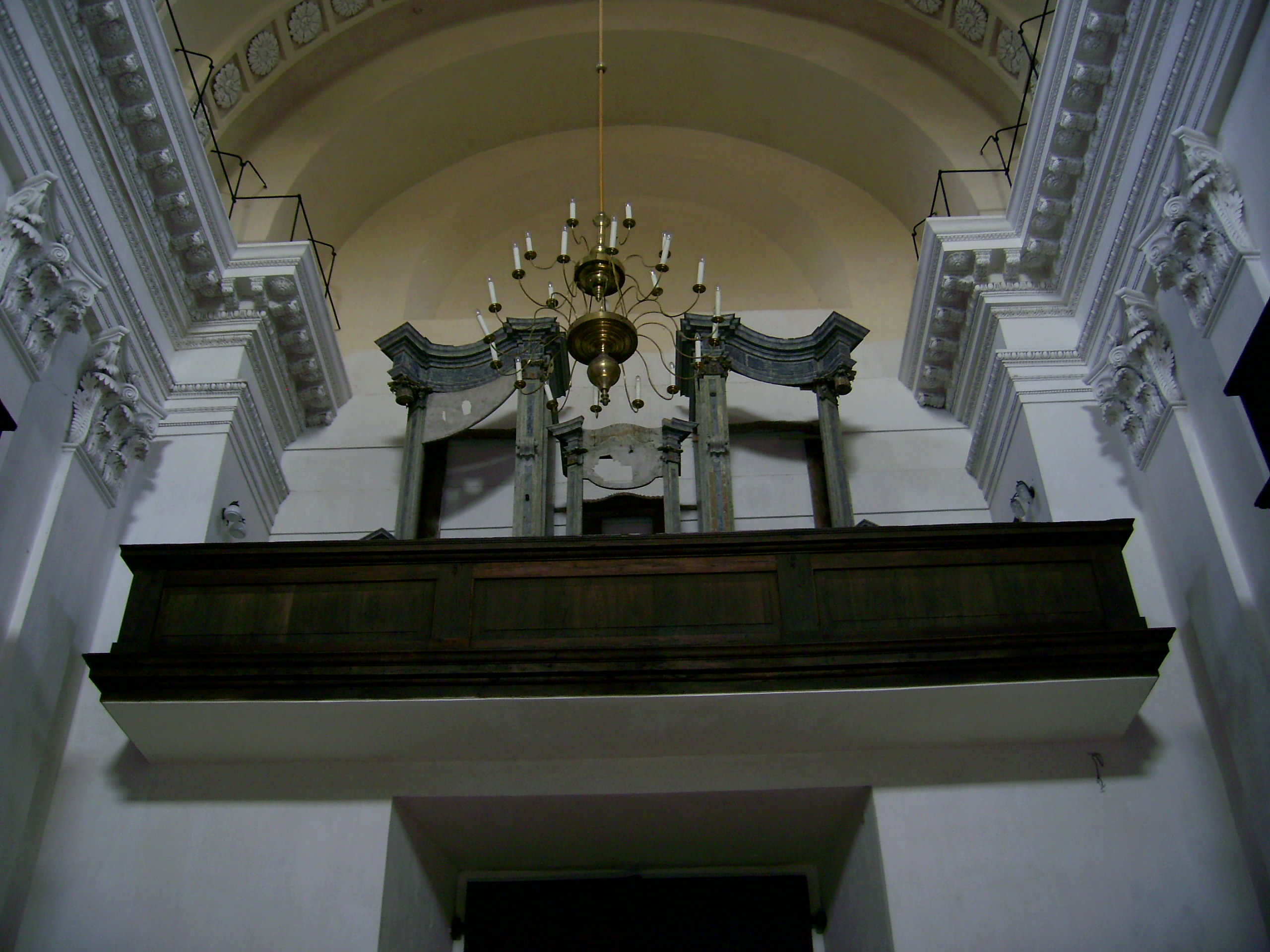
Залишки органу на хорах в костелі святої Дороти в Славуті

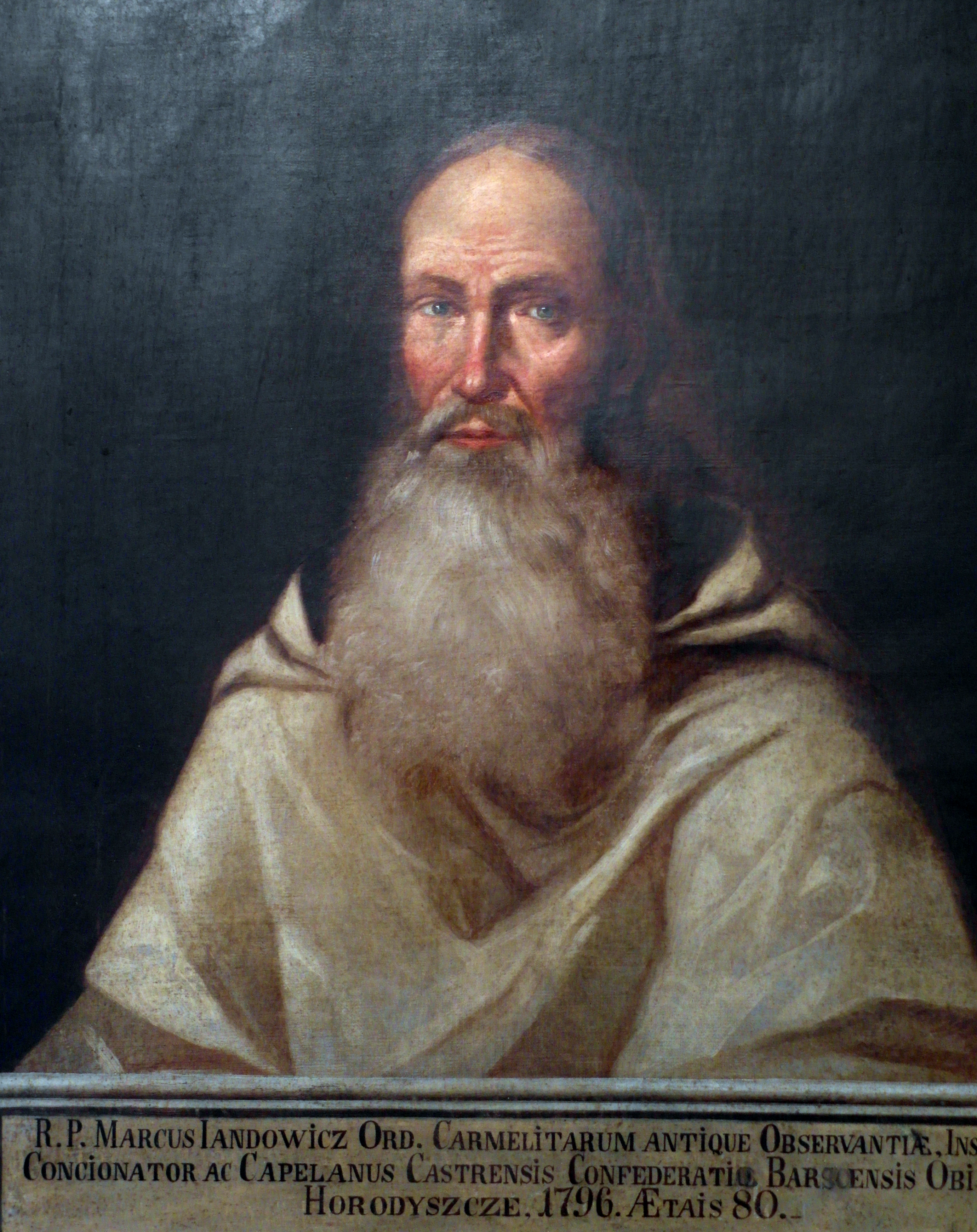
о. Марек Яндолович

Монастир кармелітів взутих фундований у Городищі 1662 року шляхтичем Яном Погрошевським. 1670 року братія вже прибули до Городища. На власність кармелітам передавалися села Городище, Пашуки і Решнівка. Обитель також отримала значний капітал від матері Яна Погрошевського й Софії Погрошевської, Аполонії з Городиських Погрошевської. Монастир слугував резиденцією провінціала Руської провінції ордену.
Власне бароковий комплекс монастиря закладений 1746 року на фундацію князів Станіслава та Юзефа Любомирських.
12 травня 1782 року монастир освячений луцьким вікарієм Яном Хризостомом Качковським.
У старі часи монастир оточував фруктовий сад. Кармеліти володіли двома селами, Городищем і Пашуками.
Розписи костелу і коридорів монастиря виконав місцевий чернець Антоній.
У костелі знаходився чудотворний образ Городищенської Матері Божої Шкаплерної — один з найбільш відомих у Речі Посполитій.
1832 року костел та монастир були зачинені російською владою за участь населення Заславщини в національно-визвольному повстанні. Костел пристосували під православну церкву, а монастирські корпуси заселили російські монашки з Полонного.
Архів монастиря був перенесений до Вільна.
Рококовий орган роботи Матвія Зєлінського з 1766 року, 1841 року придбаний Євстахієм Потоцьким і встановлений у костелі святої Дороти в Славуті.

## Поховання
1799 року в підземеллях монастиря поховано отця Марека Яндоловича, духівника Барської конфедерації. Після скасування монастиря, вхід до підземелля росіяни замурували, щоб обмежити доступ прочан до мощей Марека Яндоловича. 
1822 року в монастирі було поховано Станіслава Євстахія Закжевського - дідича Старої Синяви на Поділлі.

## Іконографія
Кармелітський монастир в Городищі малював у червні 1843 року Юзеф Ігнацій Крашевський
Також з-перед кінця XIX сторіччя вигляд монастиря уміщений до альбому Наполеона Орди «Album widoków historycznych Polski».